# Chilodes wismariensis
Chilodes wismariensis är en fjärilsart som beskrevs av Schmidt 1858. Chilodes wismariensis ingår i släktet Chilodes och familjen nattflyn. Inga underarter finns listade i Catalogue of Life.